# Burntwood
Burntwood är en stad och civil parish i grevskapet Staffordshire i England. Staden ligger i distriktet Lichfield, cirka 6 kilometer väster om Lichfield och cirka 22 kilometer norr om Birmingham. Tätortsdelen (built-up area sub division) Burntwood hade 28 553 invånare vid folkräkningen år 2011.